# Aleksandr Lesnoj
Aleksandr Mihajlovič Lesnoj (in russo Александр Михайлович Лесной?; Mosca, 28 luglio 1988) è un pesista russo, medaglia d'oro alle Universiadi di Kazan' nel 2013.

## Palmarès
| Anno                             | Manifestazione  | Sede          | Evento         | Classifica    | Risultato     | Note          |
| Per la Russia                    | Per la Russia   | Per la Russia | Per la Russia  | Per la Russia | Per la Russia | Per la Russia |
| -------------------------------- | --------------- | ------------- | -------------- | ------------- | ------------- | ------------- |
| 2013                             | Universiadi     | Kazan'        | Getto del peso | Oro           | 20,30 m       |               |
| 2013                             | Mondiali        | Mosca         | Getto del peso | 21º (q)       | 19,01 m       |               |
| 2014                             | Mondiali indoor | Sopot         | Getto del peso | 8º            | 20,16 m       |               |
| 2014                             | Europei         | Zurigo        | Getto del peso | 10º           | 19,83 m       |               |
| 2015                             | Europei indoor  | Praga         | Getto del peso | 10º (q)       | 19,91 m       |               |
| 2015                             | Mondiali        | Pechino       | Getto del peso | 16º (q)       | 19,78 m       |               |
| Come Atleta Neutrale Autorizzato |                 |               |                |               |               |               |
| 2017                             | Mondiali        | Londra        | Getto del peso | 26º (q)       | 19,67 m       |               |
| 2018                             | Europei         | Berlino       | Getto del peso | 5º            | 21,04 m       |               |
| 2019                             | Mondiali        | Doha          | Getto del peso | 31º (q)       | 19,62 m       |               |

## Campionati nazionali
1 titolo nazionale nel getto del peso (2014)
2009
- 13º ai campionati nazionali russi, getto del peso - 15,46 m

2011
- 9º ai campionati nazionali russi indoor, getto del peso - 18,63 m
- 6º ai campionati nazionali russi, getto del peso - 19,60 m

2012
- 7º ai campionati nazionali russi indoor, getto del peso - 19,24 m
- 5º ai campionati nazionali russi, getto del peso - 19,65 m

2013
- 4º ai campionati nazionali russi indoor, getto del peso - 19,43 m
- ai campionati nazionali russi, getto del peso - 20,23 m

2014
- Argento ai campionati nazionali russi indoor, getto del peso - 20,51 m
- Oro ai campionati nazionali russi, getto del peso - 20,57 m

2015
- Argento ai campionati nazionali russi indoor, getto del peso - 20,08 m
- Argento ai campionati nazionali russi, getto del peso - 20,38 m

## Altre competizioni internazionali
2014
- Oro in Coppa Europa invernale di lanci ( Leiria), getto del peso - 21,23 m
- Oro al Hallesche Halplus Werfertage ( Halle), getto del peso - 20,28 m
- Campionati europei a squadre di atletica leggera ( Čeboksary)
- Bronzo agli Europei a squadre ( Braunschweig), getto del peso - 20,24 m
- 5º al Zagreb Meeting ( Zagabria), getto del peso - 20,29 m

2015
- 5º agli Europei a squadre ( Čeboksary), getto del peso - 19,42 m